# حمل (شهر)
حَمَل أو فَروَردین (بالفارسيَّة) أو ورى (بالبشتونيَّة) هو الشهر الأوَّل (1) في التقويم الهجري الشمسي ويتكوّن من 31 يوما. يبدأ الحمل (في علم التنجيم) عندما تكون الشمس في برج الحمل فلكيا.
الشهر الحمل يوافق غالبًا من يوم 21 مارس إلى 20 أبریل في التقويم الغربي (الغريغوري).

## أحداث
- 1 حمل: بدایة السنة الهجریة الشمسیة
- 1 حمل: الاعتدال الربيعي.
- 1 حمل: بدایة اعياد النوروز.